# عرس شامي (فلم)
فلم عرس شامي
عرس شامي فلم سوري تدور قصته عن العادات والتقاليد والاعراس الشامية في مدينة دمشق ويستعرض فلكلور قديم للعرس الشامي التقليدي.
- - المنتج : المؤسسة العامة للسينما - دمشق
  - إنتاج عام : 1975
  - إخراج : خالد حمادة

يجسد الشخصيات مجموعة من الفنانين والفنانات.